# Чабыш Тон-тархан
Чабыш Тон-тархан (др. кырг. 𐰲𐰉𐱀:𐱄𐰆𐰣:𐱄𐰀𐰺𐰴𐰀𐰣, Čabïš Ton Tarqan) — государственный, военный и политический деятель Кыргызского каганата в X веке. Возглавлял делегацию енисейских кыргызов в Караханидском государстве. Упоминается на посвященной ему эпитафии Е-30 (Уйбат-I).

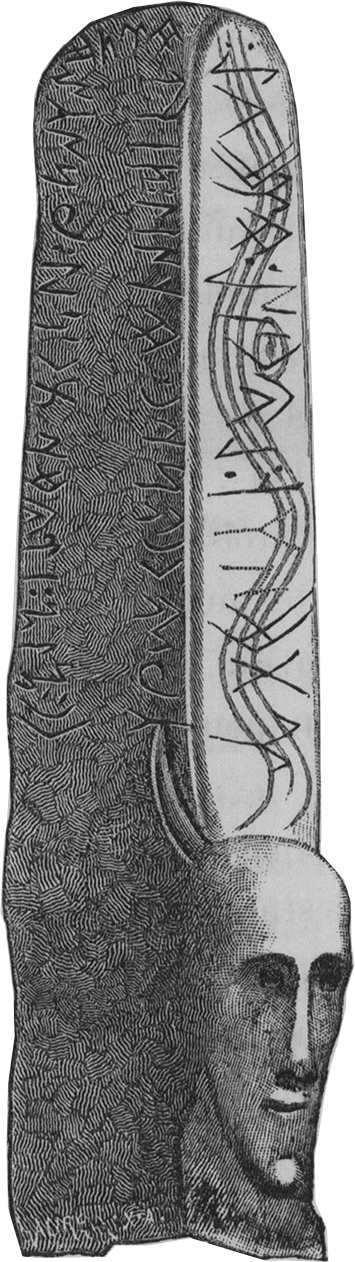
Рунический текст памятника Е-30 Уйбат I, нанесённый на оленный камень

## Биография
Надпись, посвященная Чабыш Тон-тархану была сооружена лично по приказу кыргызского кагана, который в тексте отмечал огромную семью и доблесть Чабыш Тон-тархана. Согласно имеющимся сведениям из памятника, которые составлялись от лица подчинённых покойного тархана, Чабыш Тон-тархан возглавлял посольство Кыргызского каганата в Караханидское государство, которое оказалось неудачным.

## Рунический памятник
Памятник был обнаружен в 1721—1722 годах экспедицией Мессершмидта и Табберта на территории могильники вблизи поселения Чарков, на правом берегу реки Уйбат (сов. Хакасия). На данный момент хранится в Минусинском краеведческом музее, перевод текста согласно И. В. Кормушину:
- (1) Во имя его десяти жен и девяти сыновей,
- (2) Я водрузил этот вечный памятник Чабыш Тон-тархану.
- (3) Он родился ради утверждения своей доблести.
- (4) Во имя своей доблести отправившись из своего государства к Кара-хану,
- (5) Отправившись послом, Вы не вернулись, мой бег!